# 斯普林沃特 (紐約州)
斯普林沃特（英語：Springwater）是一個位於美國紐約州利文斯頓縣的鎮。

## 人口
根據2020年美國人口普查的數據，斯普林沃特的面積為137.58平方千米，當中陸地面積為137.54平方千米，而水域面積為0.03平方千米。當地共有人口2286人，而人口密度為每平方千米17人。